# Protetor e Presidente da República de Bolívar
O Protetor e Presidente da República de Bolívar (Cargo Supremo do Governo da República de Bolívar) foi um título que lhe foi concedido para Simón Bolívar, pela Assembléia do Alto Peru para assumir como Chefe de Estado da República de Bolívar.
| “ | "Sua Excelência, o Libertador, terá o Poder Executivo Supremo da República por todo o tempo que residir dentro dos seus limites, e onde quer que esteja fora destes, terá as honras de Protetor e Presidente da mesma" | ” |

A disposição tem duas partes, a primeira é prática; enquanto Simón Bolívar estivesse no território, seria o chefe do Poder Executivo, ou seja, o Presidente da República, a segunda disposição é honorária; quando estivesse fora do nascente Estado do Alto Peru, seria considerado seu Protetor e Presidente.